# جالياتا
جالياتا (بالإيطالية: Galeata)‏ هي بلدية في مقاطعة فورلي تشيزينا في إقليم إميليا رومانيا الإيطالي.

## السكان
في سنة 1861 بلغ عدد السكان 3٬422 نسمة، وتطور العدد ليصل في سنة 2011 لـ 2٬516 نسمة.
يظهر هذا المخطط البياني تطور النمو السكاني لـ جالياتا